# Screen Actors Guild Award per la migliore attrice in una serie drammatica
Lo Screen Actors Guild Award per la migliore attrice in una serie drammatica (Screen Actors Guild Award for Outstanding Performance by a Female Actor in a Drama Series) viene assegnato all'attrice di una serie televisiva drammatica maggiormente votata dallo Screen Actors Guild.

## Vincitrici e candidate

### 1990
- 1995
  - Kathy Baker - La famiglia Brock
  - Swoosie Kurtz - Sisters
  - Angela Lansbury - La signora in giallo (Murder, She Wrote)
  - Jane Seymour - La signora del West (Dr. Quinn, Medicine Woman)
  - Cicely Tyson - Sweet Justice
- 1996
  - Gillian Anderson - X-Files
  - Christine Lahti - Chicago Hope
  - Sharon Lawrence - NYPD - New York Police Department (NYPD Blue)
  - Julianna Margulies - E.R. - Medici in prima linea (ER)
  - Sela Ward - Sisters
- 1997
  - Gillian Anderson - X-Files
  - Kim Delaney - NYPD - New York Police Department (NYPD Blue)
  - Christine Lahti - Chicago Hope
  - Della Reese - Il tocco di un angelo (Touched by an Angel)
  - Jane Seymour - La signora del West (Dr. Quinn, Medicine Woman)
- 1998
  - Julianna Margulies - E.R. - Medici in prima linea (ER)
  - Gillian Anderson - X-Files
  - Kim Delaney - NYPD - New York Police Department (NYPD Blue)
  - Christine Lahti - Chicago Hope
  - Della Reese - Il tocco di un angelo (Touched by an Angel)
- 1999
  - Julianna Margulies - E.R. - Medici in prima linea (ER)
  - Gillian Anderson - X-Files
  - Kim Delaney - NYPD - New York Police Department (NYPD Blue)
  - Christine Lahti - Chicago Hope
  - Annie Potts - Any Day Now

### 2000
- 2000
  - Edie Falco - I Soprano (The Sopranos)
  - Gillian Anderson - X-Files
  - Lorraine Bracco - I Soprano (The Sopranos)
  - Nancy Marchand - I Soprano (The Sopranos)
  - Annie Potts - Any Day Now
- 2001
  - Allison Janney - West Wing - Tutti gli uomini del Presidente (The West Wing)
  - Gillian Anderson - X-Files
  - Edie Falco - I Soprano (The Sopranos)
  - Sally Field - E.R. - Medici in prima linea (ER)
  - Lauren Graham - Una mamma per amica (Gilmore Girls)
  - Sela Ward - Ancora una volta (Once and Again)
- 2002
  - Allison Janney - West Wing - Tutti gli uomini del Presidente (The West Wing)
  - Lorraine Bracco - I Soprano (The Sopranos)
  - Stockard Channing - West Wing - Tutti gli uomini del Presidente (The West Wing)
  - Tyne Daly - Giudice Amy (Judging Amy)
  - Edie Falco - I Soprano (The Sopranos)
  - Lauren Graham - Una mamma per amica (Gilmore Girls)
- 2003
  - Edie Falco - I Soprano (The Sopranos)
  - Amy Brenneman - Giudice Amy (Judging Amy)
  - Lorraine Bracco - I Soprano (The Sopranos)
  - Allison Janney - West Wing - Tutti gli uomini del Presidente (The West Wing)
  - Lily Tomlin - West Wing - Tutti gli uomini del Presidente (The West Wing)
- 2004
  - Frances Conroy - Six Feet Under
  - Stockard Channing - West Wing - Tutti gli uomini del Presidente (The West Wing)
  - Tyne Daly - Giudice Amy (Judging Amy)
  - Jennifer Garner - Alias
  - Mariska Hargitay - Law & Order - Unità vittime speciali (Law & Order: Special Victims Unit)
  - Allison Janney - West Wing - Tutti gli uomini del Presidente (The West Wing)
- 2005
  - Jennifer Garner - Alias
  - Drea de Matteo - I Soprano (The Sopranos)
  - Edie Falco - I Soprano (The Sopranos)
  - Allison Janney - West Wing - Tutti gli uomini del Presidente (The West Wing)
  - Christine Lahti - Jack & Bobby
- 2006
  - Sandra Oh - Grey's Anatomy
  - Patricia Arquette - Medium
  - Geena Davis - Una donna alla Casa Bianca (Commander in Chief)
  - Mariska Hargitay - Law & Order - Unità vittime speciali (Law & Order: Special Victims Unit)
  - Kyra Sedgwick - The Closer
- 2007
  - Chandra Wilson - Grey's Anatomy
  - Patricia Arquette - Medium
  - Edie Falco - I Soprano (The Sopranos)
  - Mariska Hargitay - Law & Order - Unità vittime speciali (Law & Order: Special Victims Unit)
  - Kyra Sedgwick - The Closer
- 2008
  - Edie Falco - I Soprano (The Sopranos)
  - Glenn Close - Damages
  - Sally Field - Brothers & Sisters
  - Holly Hunter - Saving Grace
  - Kyra Sedgwick - The Closer
- 2009
  - Sally Field - Brothers & Sisters
  - Mariska Hargitay - Law & Order - Unità vittime speciali (Law & Order: Special Victims Unit)
  - Holly Hunter - Saving Grace
  - Elisabeth Moss - Mad Men
  - Kyra Sedgwick - The Closer

### 2010
- 2010
  - Julianna Margulies - The Good Wife
  - Patricia Arquette - Medium
  - Glenn Close - Damages
  - Mariska Hargitay - Law & Order - Unità vittime speciali (Law & Order: Special Victims Unit)
  - Holly Hunter - Saving Grace
  - Kyra Sedgwick - The Closer
- 2011
  - Julianna Margulies - The Good Wife
  - Glenn Close - Damages
  - Mariska Hargitay - Law & Order - Unità vittime speciali (Law & Order: Special Victims Unit)
  - Elisabeth Moss - Mad Men
  - Kyra Sedgwick - The Closer

- 2012
  - Jessica Lange - American Horror Story
  - Kathy Bates - Harry's Law
  - Glenn Close - Damages
  - Julianna Margulies - The Good Wife
  - Kyra Sedgwick - The Closer
- 2013
  - Claire Danes - Homeland - Caccia alla spia (Homeland)
  - Michelle Dockery - Downton Abbey
  - Maggie Smith - Downton Abbey
  - Julianna Margulies - The Good Wife
  - Jessica Lange - American Horror Story
- 2014
  - Maggie Smith - Downton Abbey
  - Claire Danes - Homeland - Caccia alla spia (Homeland)
  - Anna Gunn - Breaking Bad
  - Jessica Lange - American Horror Story
  - Kerry Washington - Scandal
- 2015
  - Viola Davis - Le regole del delitto perfetto (How to Get Away with Murder)
  - Claire Danes - Homeland - Caccia alla spia (Homeland)
  - Julianna Margulies - The Good Wife
  - Tatiana Maslany - Orphan Black
  - Maggie Smith - Downton Abbey
  - Robin Wright - House of Cards - Gli intrighi del potere (House of Cards)
- 2016
  - Viola Davis - Le regole del delitto perfetto (How to Get Away with Murder)
  - Claire Danes - Homeland - Caccia alla spia (Homeland)
  - Julianna Margulies - The Good Wife
  - Maggie Smith - Downton Abbey
  - Robin Wright - House of Cards - Gli intrighi del potere (House of Cards)
- 2017
  - Claire Foy - The Crown
  - Millie Bobby Brown - Stranger Things
  - Thandie Newton - Westworld - Dove tutto è concesso (Westworld)
  - Winona Ryder - Stranger Things
  - Robin Wright - House of Cards - Gli intrighi del potere (House of Cards)
- 2018
  - Claire Foy - The Crown
  - Millie Bobby Brown - Stranger Things
  - Laura Linney - Ozark
  - Elisabeth Moss - The Handmaid's Tale
  - Robin Wright - House of Cards - Gli intrighi del potere (House of Cards)
- 2019
  - Sandra Oh - Killing Eve
  - Julia Garner - Ozark
  - Laura Linney - Ozark
  - Elisabeth Moss - The Handmaid's Tale
  - Robin Wright - House of Cards - Gli intrighi del potere (House of Cards)

### 2020
- 2020
  - Jennifer Aniston - The Morning Show
  - Helena Bonham Carter - The Crown
  - Olivia Colman - The Crown
  - Jodie Comer - Killing Eve
  - Elisabeth Moss - The Handmaid's Tale
- 2021
  - Gillian Anderson - The Crown
  - Olivia Colman - The Crown
  - Emma Corrin - The Crown
  - Julia Garner - Ozark
  - Laura Linney - Ozark
- 2022
  - Jung Ho-yeon - Squid Game
  - Jennifer Aniston - The Morning Show
  - Elisabeth Moss - The Handmaid's Tale
  - Sarah Snook - Succession
  - Reese Witherspoon - The Morning Show
- 2023
  - Jennifer Coolidge - The White Lotus
  - Elizabeth Debicki - The Crown
  - Julia Garner - Ozark
  - Laura Linney - Ozark
  - Zendaya - Euphoria
- 2024
  - Elizabeth Debicki - The Crown
  - Jennifer Aniston - The Morning Show
  - Bella Ramsey - The Last of Us
  - Keri Russell - The Diplomat
  - Sarah Snook - Succession
- 2025[1][2]
  - Anna Sawai – Shōgun
  - Kathy Bates – Matlock
  - Nicola Coughlan – Bridgerton
  - Allison Janney – The Diplomat
  - Keri Russell – The Diplomat

## Statistiche

### Plurivincitrici
4 vittorie
- Julianna Margulies

3 vittorie
- Edie Falco
- Gillian Anderson

2 vittorie
- Allison Janney
- Viola Davis
- Claire Foy
- Sandra Oh